# Entalpia de combustão
Entalpia de combustão é uma diferença de entalpia (ΔH) gerada através de uma reação química exotérmica entre uma substância (o combustível) e um gás (o comburente), usualmente o oxigênio, para liberar calor. Numa combustão completa, um combustível reage com um comburente, e como resultado obtêm-se compostos resultantes da união de ambos, além de energia. É a quantidade de calor liberada na combustão completa de 1 mol de substância, quando todos os participantes se encontram no estado padrão. Uma entalpia de combustão pode ser classificada, se ocorrer liberação de CO2,  como completa. Por outro lado se ocorrer liberação do gás CO esta será classificada como incompleta.Em outras palavras Entalpia de combustão corresponde à energia liberada, na forma de calor, em uma reação de combustão de 1 mol de substância.
Combustão= Combustivel ~> Comburente
Combustivel: é o material que reage com o oxigênio e queima.
Comburente: é o principal agente do fenômeno.
Combustivel + O2(g) ~> CO2(g)+ H2O(l)  ΔH<0
Exemplos:
CH4 + 1
```
O2 → CO2 + 4 H2O + Energia
```

CH2S + 6 F2 → CF4 + 2 HF + SF6 + Energia
C6H12O6 + 6 O2 → 6 CO2 + H2O + Energia